# Wald, Cham
Wald là một đô thị ở huyện Cham bang Bayern nước Đức. Đô thị Wald, Cham có diện tích 37,78 km², dân số thời điểm ngày 31 tháng 12 năm 2006 là 2807 người.